# Знакомство (фильм, 1966)
«Знакомство» — советский короткометражный фильм 1966 года, снятый режиссёром Вениамином Васильковским на киностудии им. Довженко.
Премьера состоялась 19 февраля 1966 года.

## Сюжет
О добром отношении к людям молодого парня Саньки, который приехал работать на стройку.

## В ролях
- Савелий Крамаров — Санька
- Леонид Прищепа — рыжий парень
- Валерия Чайковская — девчонка

## Съёмочная группа
- Автор сценария, режиссёр-постановщик: Вениамин Васильковский
- Оператор: Наум Слуцкий
- Художник: Валерий Новиков
- Звукооператор: Ариадна Федоренко
- Монтажёр: Татьяна Сивчикова
- Редактор: Е. Левин
- Директор картины: Татьяна Кульчицкая